# Randolph M. Nesse

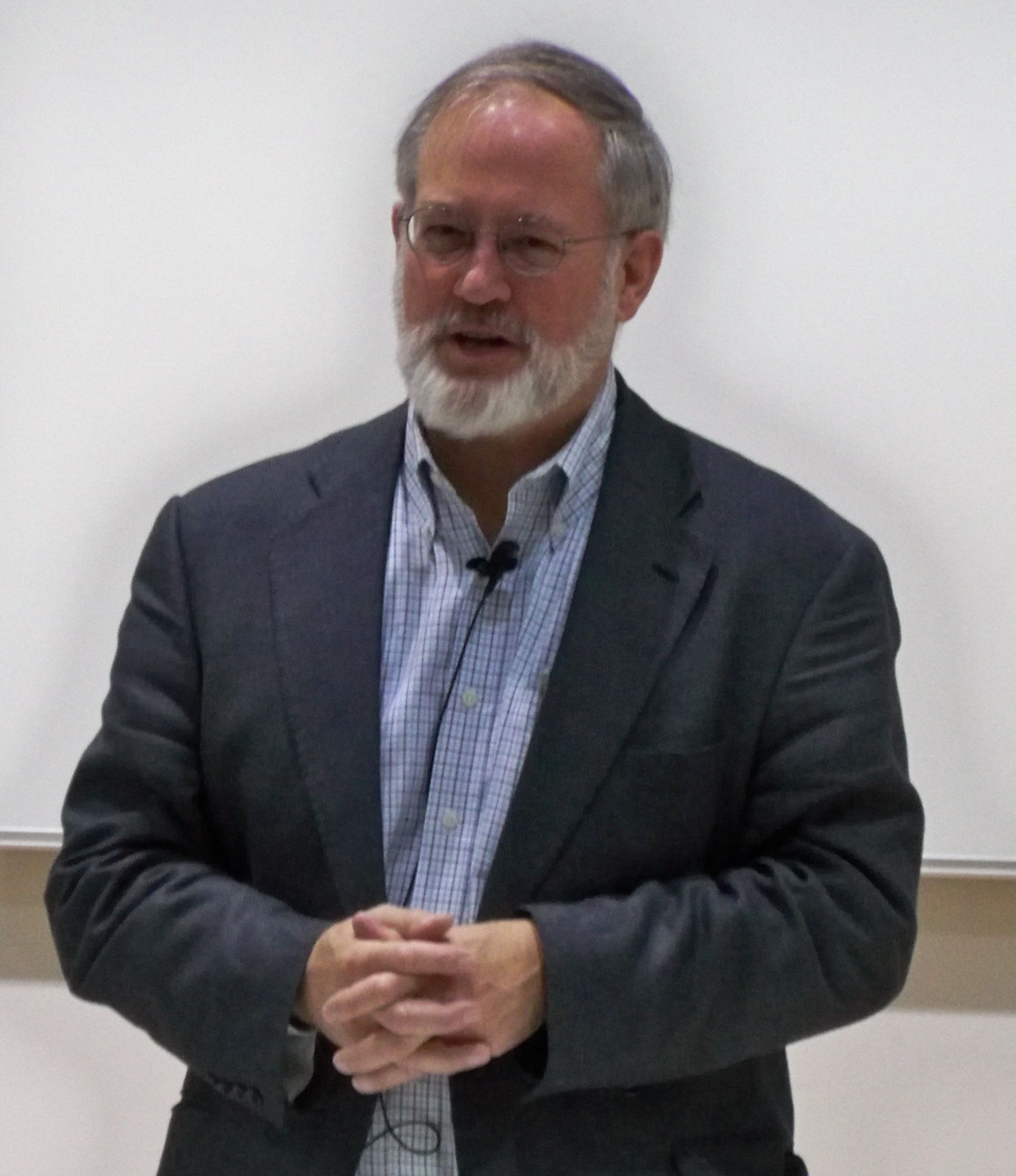
Randolph Nesse

Randolph M. Nesse (nascido em 1948) é um psiquiatra, cientista e autor estadounidense notável por seu papel como um dos fundadores do campo da medicina evolutiva. Ele é professor de ciências da vida e professor da ASU Foundation na Arizona State University, onde se tornou o Diretor Fundador do Center for Evolution and Medicine em 2014. Anteriormente, ele foi professor de psiquiatria, professor de psicologia e professor pesquisador da Universidade de Michigan, onde liderou o Programa de Evolução e Adaptação Humana e ajudou a estabelecer uma das primeiras clínicas de transtornos de ansiedade do mundo e conduziu pesquisas sobre as respostas neuroendócrinas ao medo.
Sua pesquisa sobre a evolução do envelhecimento levou a uma longa colaboração com o biólogo evolucionista George C. Williams. Seu livro em co-autoria, Why We Get Sick: The New Science of Darwinian Medicine (Por Que Adoecemos: A Nova Ciência da Medicina Darwiniana), inspirou o rápido crescimento do campo da medicina evolucionária. Sua pesquisa subsequente se concentrou em como a seleção natural molda os mecanismos que regulam a dor, a febre, a ansiedade, o humor e por que os distúrbios emocionais são tão comuns. Ele também escreveu extensivamente sobre as origens evolutivas das emoções morais e estratégias para estabelecer a biologia evolutiva como uma ciência básica para a medicina. Boas razões para maus sentimentos: Insights da fronteira da psiquiatria evolucionária (Good Reasons for Bad Feelings: Insights from the Frontier of Evolutionary Psychiatry, em inglês) aplica os princípios da medicina evolutiva aos transtornos mentais.
Ele foi o primeiro organizador e segundo presidente da Human Behavior and Evolution Society, e atualmente é o presidente da International Society for Evolution, Medicine & Public Health. Ele é um Distinguished Life Fellow da American Psychiatric Association, um Fellow da Association for Psychological Sciences e um membro eleito da AAAS.